# Giovanni Maria Falconetto

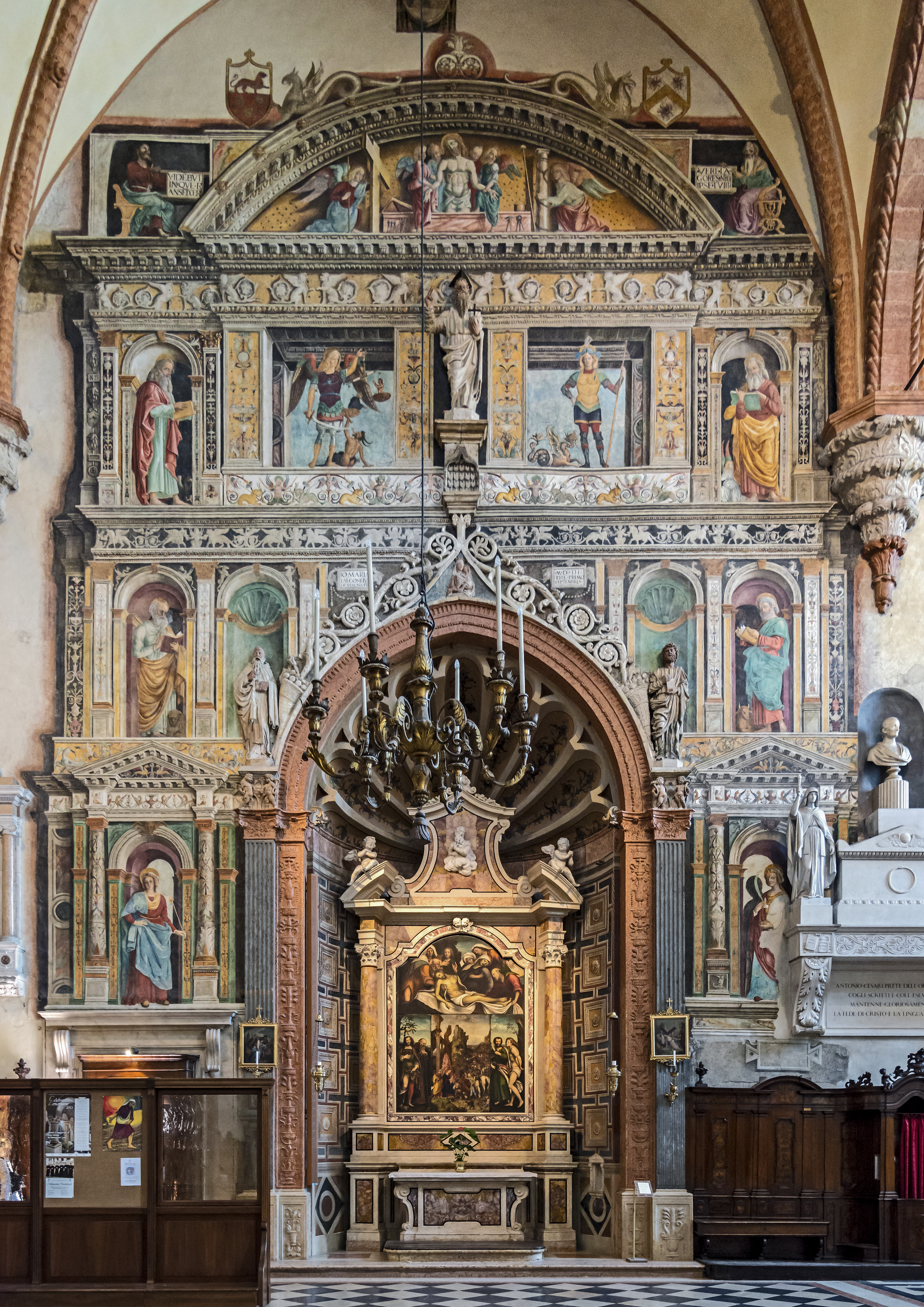
Fresques de la cathédrale de Vérone

Giovanni Maria Falconetto ou Gian Maria Falconetto (Vérone, c. 1468 – Padoue, 1535) est un architecte italien de la Renaissance à Padoue, et un peintre de l'école véronaise à Padoue et à Vérone.

## Biographie
Fils de Giacomo Falconetto, il a un frère Giovanni Falconetto, et un grand-oncle Stefano da Verona, établis parmi les peintres de Vérone, où il débute puis il part étudier à Rome auprès de Melozzo de Forlì.
De retour à Vérone il demeure dans son rione car l'empereur Maximilien y tient son quartier général, entre 1509 et 1517, pendant l'épisode des guerres italiennes de la ligue de Cambrai, et pas seulement pour le remplacement des armoiries de Venise effacés sur ordre de l'empereur. Avec le retour d'un gouverneur vénitien, Falconetto et sa famille sont proscrits et semblent s'être retirés à Trente.
En 1515-1520, il travailla à Mantoue, les fresques, qui décorent le Salon du Zodiaque dans le Palazzo d'Arco et qui lui sont attribuées, datant de cette période. Elle lui ont été inspirées par le cycle des Mois peint par Pinturicchio vers 1490 pour le palais romain du cardinal Domenico Della Rovere. Vasari nota qu'il avait réalisé "beaucoup de choses" à Mantoue pour Louis Gonzague, représentant d'une branche collatérale de la famille régnante.
Michele Sanmicheli a été de ses élèves.

## Œuvres
- Fresques de la Salla dello Zodiaco[3], Palazzo d'Arco à Mantoue.
- La Loggia Cornaro, commandité par Alvise Cornaro.
- La Villa dei Vescovi (villa des évêques) à Luvigliano frazione de Torreglia (à partir de 1534)
- La porte san Giovanni (1528), Padoue,
- La porte Savonarole (1530), Padoue,
- Réfection de la Torre dell'Orologio en pierre d'Istrie[4], Padoue
- La transformation de la Reggia Carrarese en palazzo Monte di Pietà, Padoue
- Reconstruction de la porte San Giorgio à Vérone
- Fresques à la chapelle Calcasoli consacrée à saint Antoine de Vienne (signées et datées 1503)
- Décorations de la cathédrale Santa Maria Matricola, Vérone